# Закон Снеліуса

Зако́н Сне́ліуса або зако́н Сне́ла визначає напрям розповсюдження променя світла, який падає на плоску межу розділу двох середовищ.
Закон Снеліуса записується
{\displaystyle {\frac {\sin \theta _{1}}{\sin \theta _{2}}}={\frac {n_{2}}{n_{1}}}},
де {\displaystyle \theta _{1}} — кут падіння, {\displaystyle \theta _{2}} — кут заломлення, {\displaystyle n_{1}} та {\displaystyle n_{2}} — показники заломлення двох середовищ.
Якщо показник заломлення другого середовища більший за показник заломлення того середовища, звідки світло падає, то кут заломлення менший за кут падіння. Якщо показник заломлення другого середовища менший за показник заломлення того середовища, звідки світло падає, то кут заломлення більший за кут падіння.
Заломлення світла пов'язане зі зміною швидкості розповсюдження при переході від одного середовища до іншого.
Іншими законами Снеліуса є такі твердження:
- При заломленні світла промінь, що падає на межу поділу, відбитий промінь і промінь, що пройшов в інше середовище, лежать в одній площині.
- Кут відбиття дорівнює куту падіння.

Закон Снеліуса справедливий у випадку плоскої границі, на якій не відбувається дифузне розсіяння світла.
При падінні світла з оптично густішого середовища може виникнути ситуація, коли
{\displaystyle {\frac {n_{1}}{n_{2}}}\sin \theta _{1}>1}.
У такому випадку не існує такого кута {\displaystyle \theta _{2}}, для якого закон Снеліуса виконувався б, тож світло не проникає в середовище з меншою оптичною густиною. Це явище має назву повного внутрішнього відбиття.
Для деяких кристалів спостерігається явище подвійного променезаломлення й закони заломлення світла складніші.

## Історична довідка
Снел відкрив закон заломлення хвиль 1621 р., проте помер, не опублікувавши його. Уперше закон з'явився в «Діоптриці» Декарта без посилання на Снела. Уважається, що Декарт користувався рукописом на цю тему.